# Burg Fürsteneck

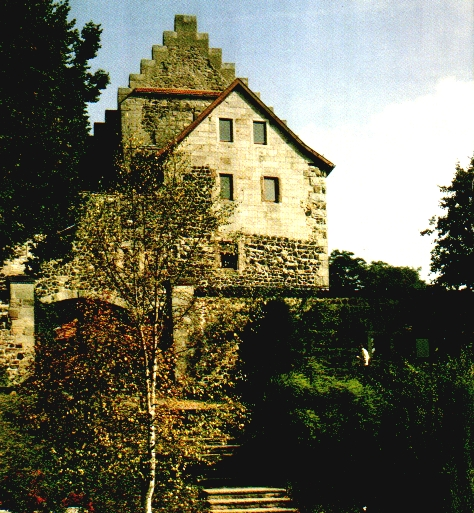
Burg Fürsteneck, vista dal sud

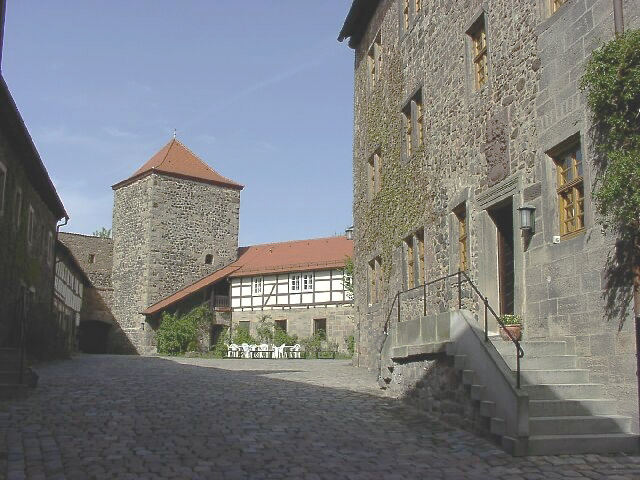
Burg Fürsteneck, corte interna

Burg Fürsteneck è una fortezza situata fra le città di Fulda e Bad Hersfeld, in Assia (Germania); appartiene al comune di Eiterfeld. Il castello si trova ad un'altezza di 406 m su un piccolo plateau.

## Storia

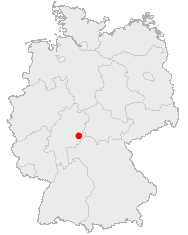
Posizione geografica del Burg Fürsteneck in Germania

Burg Fürsteneck appartenne al monastero di Fulda. È citato per la prima volta nel 1309, ma potrebbe essere stato costruito circa cento o duecento anni prima di questa data. Dal 1802 è di proprietà dell'Assia. Il castello Burg Fürsteneck è molto ben conservato; è stato restaurato dall'architetto Otto Bartning.
Dal 1952 Burg Fürsteneck ospita un'accademia per la formazione professionale e culturale. Ogni anno circa 4000 studenti partecipano ai corsi dell'Accademia (attualmente ne vengono offerti più di 175) con 15.000 pernottamenti.